# Opius oscinidis
Opius oscinidis är en stekelart som först beskrevs av William Harris Ashmead 1889.  Opius oscinidis ingår i släktet Opius och familjen bracksteklar. Inga underarter finns listade i Catalogue of Life.